# Bosque nacional Gila
El bosque nacional Gila es un bosque nacional protegido en Nuevo México, en la parte suroeste de los Estados Unidos, establecido en 1905. Cubre aproximadamente 2 710 659 acres (1 096 965 ha) de tierras públicas, lo que lo convierte en el sexto bosque nacional más grande de los Estados Unidos continentales. The Forest administra la parte del Bosque Nacional Apache que se encuentra en Nuevo México, que suma un adicional de 614 202 acres para un total de 3.3 millones de acres gestionados por el Bosque Nacional de Gila. Parte del bosque, el desierto de Gila, se estableció en 1924 como la primera reserva de desierto designada por el gobierno federal de los EE. UU. Aldo Leopold Wilderness y Blue Range Wilderness también se encuentran dentro de sus fronteras. (El área primitiva Blue Range se encuentra dentro de Arizona en el vecino bosque nacional Apache).
El bosque se encuentra en el sur de Catron, el norte del de Grant, el de Sierra occidental y el extremo noreste de Hidalgo en el suroeste del estado. Las oficinas centrales del bosque están ubicadas en Silver City, Nuevo México. Hay oficinas locales del distrito de guardaparques en Glenwood, Mimbres, Quemado, Reserve, Silver City y Truth or Consequences. El monumento nacional de Gila Cliff Dwellings se encuentra en la sección del bosque del condado de Catron.
El terreno del bosque abarca desde escarpadas montañas y profundos cañones hasta mesetas y semidesiertos. Debido al terreno extremadamente accidentado, el área está prácticamente intacta. Hay varias fuentes termales en el Bosque Nacional de Gila, que incluyen las aguas termales de Middle Fork, las aguas termales de Jordan y las aguas termales de Turkey Creek.

## Fauna y flora
Gila es el hogar de los animales del mismo nombre que incluyen el monstruo de Gila, la trucha Gila  el guatopote y el lagarto manchado de Gila, varios miembros del género Gila (cacho occidental) y el pájaro carpintero de Gila. Otras especies notables incluyen oso negro, águila calva, puma, búho moteado, alce, ciervo de cola blanca, águila pescadora, halcón peregrino, gato montés, pecarí de collar, zorro gris, coatí de nariz blanca, berrendo, venado mulo, borrego cimarrón y pavo salvaje.

## Historia
La reserva forestal del Río Gila fue establecida el 2 de marzo de 1899 por la Oficina General de Tierras y pasó a llamarse reserva forestal Gila el 21 de julio de 1905. Al año siguiente, el bosque fue transferido al Servicio Forestal de los EE. UU. Y el 4 de marzo de 1907 se convirtió en un Bosque Nacional. Las adiciones incluyeron el Bosque Nacional Big Burros el 18 de junio de 1908, el Bosque Nacional Datil el 24 de diciembre de 1931 y parte del Bosque Nacional Crook el 1 de julio de 1953.

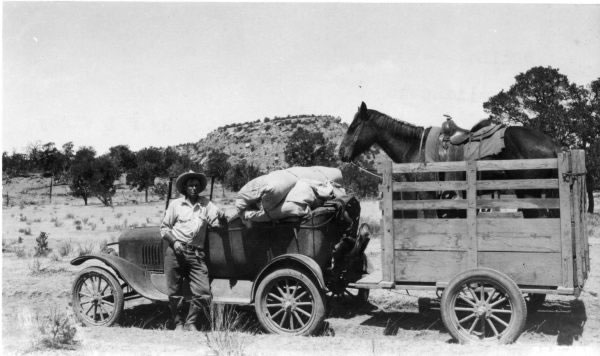
Un Gila Forest Ranger con su atuendo, 1928

## Ocio

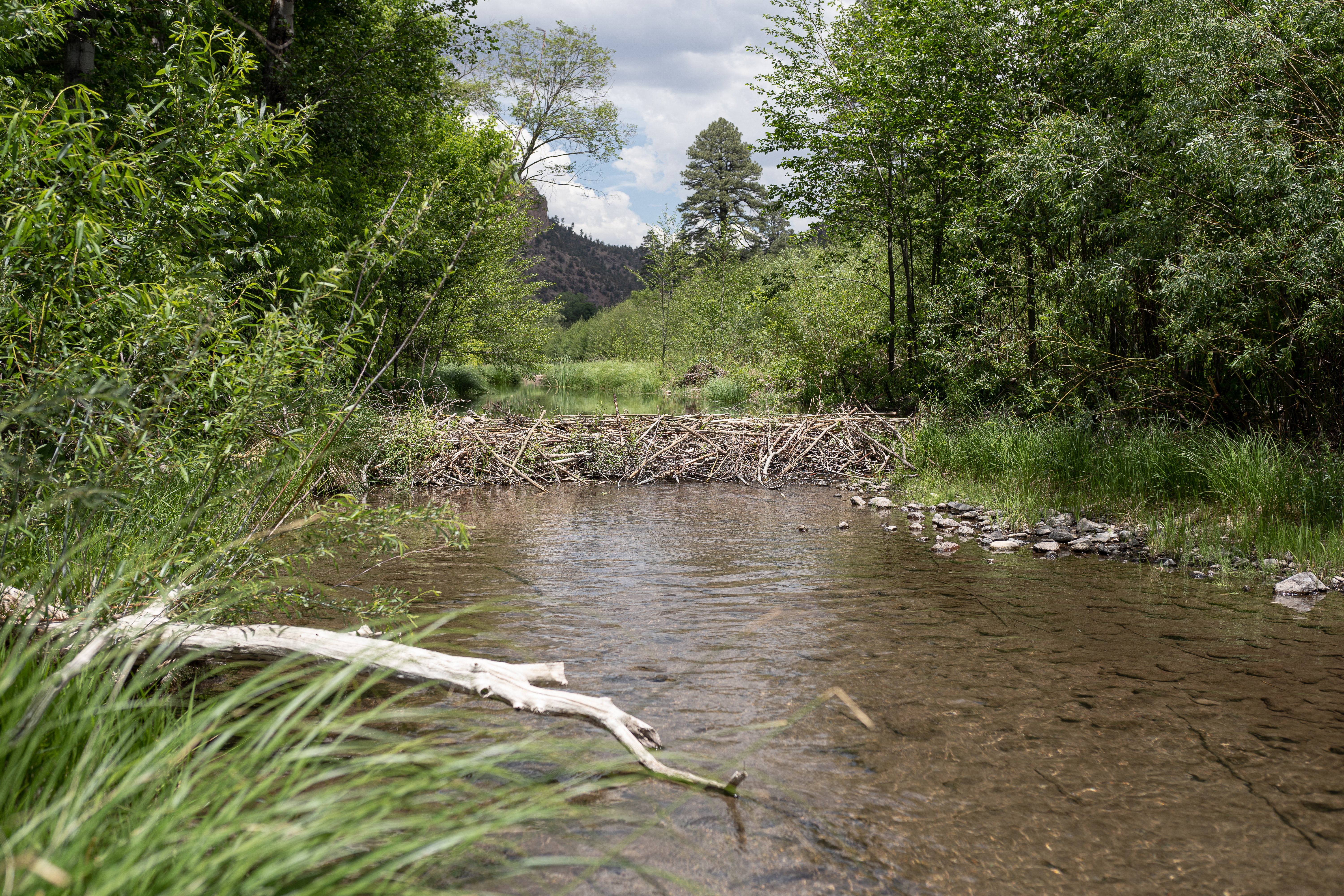
Presa de castor en el río Gila en el Bosque nacional Gila

Cosmic Campground es un área de 3,5 acres (1,4 ha) que es ideal para observar las estrellas. En 2016, el campamento recibió el estatus de ser el primer y único Santuario Internacional de Cielo Oscuro en América del Norte, y se ha mantenido hasta el 7 de septiembre de 2017.